# Euxoa complicata
Euxoa complicata är en fjärilsart som beskrevs av Corti 1932. Euxoa complicata ingår i släktet Euxoa och familjen nattflyn. Inga underarter finns listade i Catalogue of Life.